# The Bottom of the Well
Pour plus de détails, voir Fiche technique et Distribution.
The Bottom of the Well est un film américain réalisé par John S. Robertson, sorti en 1917.

## Fiche technique
- Réalisation : John S. Robertson
- Scénario : Eugene Mullin d'après un roman de Frederick Upham Adams (en)
- Producteur : Albert E. Smith
- Photographie : Jules Cronjager
- Production : Vitagraph Company of America
- Durée : 5 bobines[1]
- Date de sortie : 22 octobre 1917

## Distribution
- Evart Overton : Stanley Deane
- Agnes Ayres : Alice Buckingham
- Adele DeGarde : Dorothy Farnsworth
- Ned Finley : Capt. Jake Starke
- Herbert Prior : 'Long Bill' Parker
- Robert Gaillard : David Thomas
- Alice Terry : Anita Thomas
- Bigelow Cooper : Amos Buckingham